# Coelioxoides punctipennis
Coelioxoides punctipennis är en biart som beskrevs av Cresson 1878. Coelioxoides punctipennis ingår i släktet Coelioxoides och familjen långtungebin. Inga underarter finns listade i Catalogue of Life.